# Simeone il nuovo teologo
Simeone il Nuovo Teologo, detto (in greco Συμεών ο Νέος Θεολόγος) (Galazia, 949 – Regione del Mar di Marmara, 12 marzo 1022), è venerato come santo dalla Chiesa cristiana ortodossa che gli ha attribuito, come a Giovanni evangelista e a Gregorio Nazianzeno, l'epiteto di "Teologo" (Θεολόγος).

## Biografia
Nato in Galazia e formatosi a Costantinopoli, divenne abate presso il monastero di San Mamas situato a Morfou.
Avvertì una forte attrazione verso la vita religiosa, spinto da esperienze interiori e dubbi. A Costantinopoli incontrò uno stimato monaco, Simeone il Pio (Eulabes), al quale si affidò. 
Nel 977 divenne novizio presso il Monastero di Studion, ma le sue esperienze mistiche suscitarono gelosie. Poco dopo, nel 978 circa, si trasferì a San Mamas, divenendone abate nel 980. Qui cercò intensamente l'unione con Cristo, acquisendo grande autorevolezza, ma suscitando incomprensioni.
Nel 1009 fu allontanato a causa di conflitti ecclesiastici e trasferito a Crisopoli, sul lato asiatico del Bosforo. Successivamente viene riammesso dal patriarca Sergio II di Costantinopoli.
Si ritirò nel monastero di Santa Marina a Palukiton, sul Bosforo, dedicandosi alla scrittura di pregevoli opere (composizioni, catechesi, inni, lettere) e alla guida dei suoi discepoli fino alla morte, avvenuta il 12 marzo 1022. Trent’anni dopo, il suo corpo venne trasferito solennemente a Costantinopoli.
Tra i suoi più ferventi nemici si ha Stefano di Nicomedia, successore del patriarca Sergio II.

### Culto liturgico
Il culto di Simeone, attestato nella Chiesa greca ortodossa fin dalla sua morte, ricevette un nuovo slancio alla fine del XVIII secolo, quando la sua commemorazione fu trasferita dal 12 marzo al 12 ottobre onde evitare che la solennità della Grande Quaresima (Μεγάλη Σαρακοστή) possa oscurare la memoria del santo.

### Esperienza di guida monastica
Per Simeone sarà fondamentale l'esperienza di Igumeno (ἡγούμενος) alla giuda di monaci più anziani e non sempre concilianti ma che lui tratterà sempre con rispetto e sincera stima:  
«Fratelli e padri, vorrei parlarvi di ciò che giova all’anima, ma – me ne è testimone Cristo, la Verità – mi vergogno davanti alla vostra Carità, cosciente come sono di essere indegno. Per questo, avrei voluto tacere sempre, lo sa il Signore, senza neppure levare gli occhi al volto di un uomo, perché la coscienza mi condanna: infatti, sono stato posto del tutto indegnamente a fare da guida a tutti voi, come se conoscessi la strada, mentre io non so nemmeno dove metto i piedi e non ho toccato nemmeno l’estremità della strada che conduce a Dio». (Simeone il Nuovo Teologo, Catechesi, EDB, Bologna 2024, 35).

## Opere principali
Simeone fu un autore prolifico di testi ascetici e mistici, iniziando a scrivere sin dai primi anni della sua vita monastica. I suoi scritti furono conservati e diffusi dal discepolo Niceta Stethatos, che, su ispirazione dello stesso Simeone apparso in visione, li pubblicò tredici anni dopo la sua morte. Le opere di Simeone sono ancora oggi molto lette, specialmente nei monasteri del Monte Athos. Negli ultimi decenni è stata completata l'edizione critica dei suoi testi principali.
Le sue opere principali includono:
1. Le Catechesi: insegnamenti spirituali per i monaci, contenenti elementi autobiografici e confessioni mistiche (composti tra il 980 e il 1005).
2. I Capitoli pratici, gnostici e teologici: consigli sulla vita spirituale, divisi in due centurie, trattano praxis, gnosis e theoria.
3. I Trattati teologici ed etici: scritti durante una controversia con Stefano di Nicomedia, espongono il pensiero dottrinale di Simeone e difendono la sua posizione contro critici ecclesiastici.
4. Gli Inni: poesie spirituali composte durante il ritiro a Santa Marina, testimoniano le sue esperienze mistiche.

## Teologia mistica
Simeone fu un monaco e poeta bizantino che incarnò la tradizione mistica. Uno dei cardini principali della sua teologia mistica è l'apofatismo: 
(Inno 21, 144-7)
Simeone dunque, negando il razionalismo aristotelico di non contraddizione, opera per ossimori e iperboli. Il suo vocabolario per esprimere Dio in modo negativo è assai ampio e variegato: l'inconoscibilità di Dio è pertanto creatrice di umiltà all'interno dell'uomo, che può così aprire il suo cuore ed esperire Dio, piuttosto che cercare continuamente di comprenderlo razionalmente. Le controversie trinitarie dell'XI secolo erano affatto virulente, e col suo metodo egli cercava di evitare vertiginose speculazioni filosofiche su temi che dividevano così tanto l'oriente cristiano.
Come ha affermato Benedetto XVI:
«Simeone concentra la sua riflessione sulla presenza dello Spirito Santo nei battezzati e sulla consapevolezza che essi devono avere di tale realtà spirituale. La vita cristiana è comunione intima e personale con Dio, la grazia divina illumina il cuore del credente e lo conduce alla visione mistica del Signore. In questa linea, Simeone il Nuovo Teologo insiste sul fatto che la vera conoscenza di Dio non viene dai libri, ma dall'esperienza spirituale, dalla vita spirituale. La conoscenza di Dio nasce da un cammino di purificazione interiore, che ha inizio con la conversione del cuore, grazie alla forza della fede e dell'amore; passa attraverso un profondo pentimento e dolore sincero per i propri peccati, per giungere all'unione con Cristo, fonte di gioia e di pace, invasi dalla luce della sua presenza in noi. Per Simeone tale esperienza della grazia divina non costituisce un dono eccezionale per alcuni mistici, ma è il frutto del Battesimo nell'esistenza di ogni fedele seriamente impegnato». (Benedetto XVI, Udienza generale 15 settembre 2009).
Il pensiero di Simeone ruota attorno all'umiltà e alla kenosi , intese come espressioni di un amore infinito per il cosmo ferito dal peccato umano. Attraverso la pratica ascetica, l’uomo si purifica raggiungendo la contemplazione divina. La piena realizzazione delle virtù teologali (fede, speranza e carità) restituisce all’uomo l’immagine divina, sconfiggendo le passioni carnali. L'uomo toccato dalla grazia divina riconosce Cristo in sé e negli altri, specialmente nei poveri e nei bisognosi.
I suoi lavori costituiranno le basi su cui verrà edificato secoli dopo l'esicasmo palamita.

## Visione della "Luce increata"(φῶς ἄκτιστον)

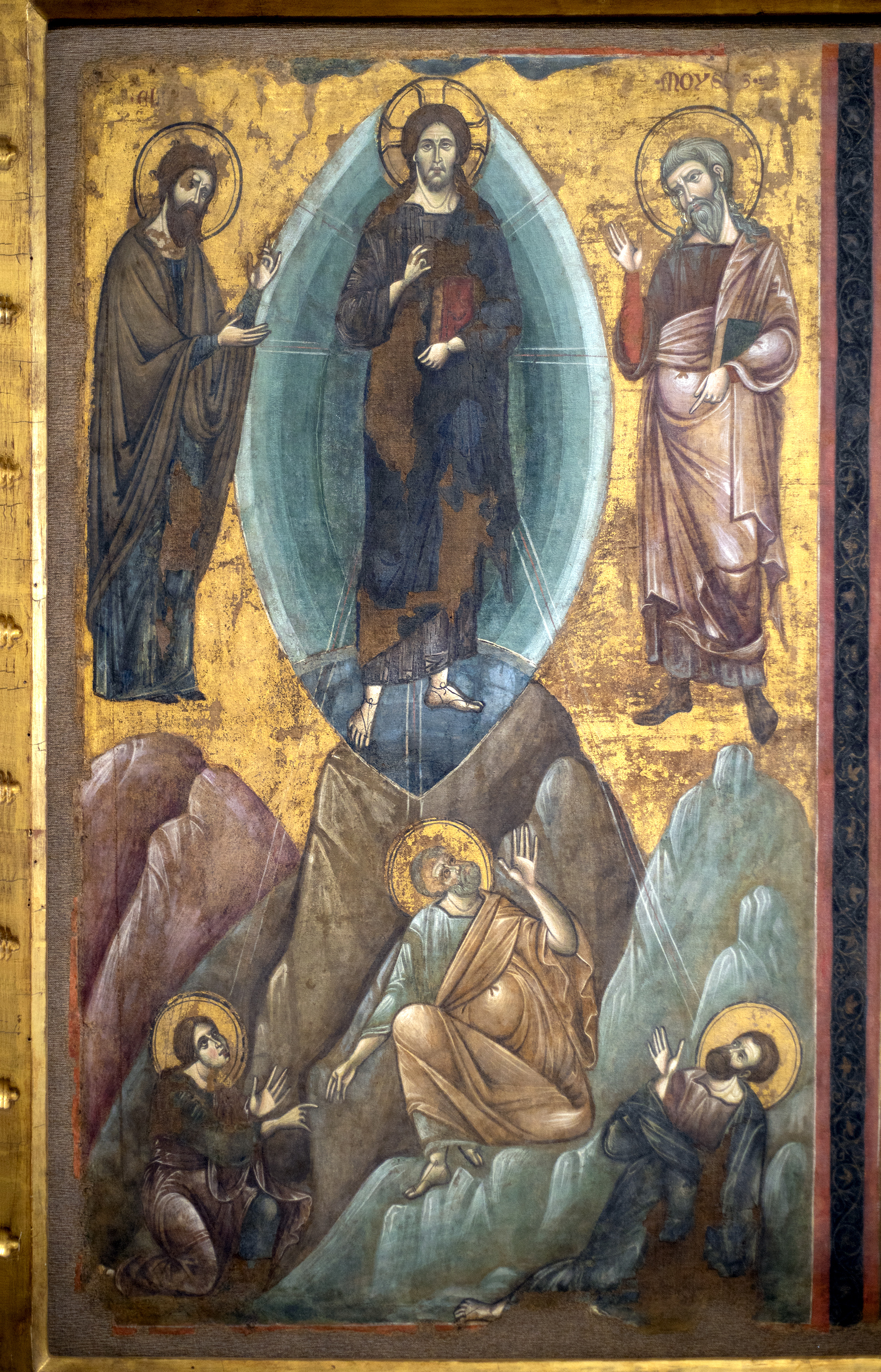
Guido da Siena, dossale dalla pieve di Santa Maria a Crevole. Trasfigurazione. XIII sec. - Pinacoteca Nazionale di Siena

Niceta Stetato descrive in questi termini l'esperienza della "luce taborica" (φῶς τοῦ θαβώρ) che fece il giovane Simeone:
«Una notte mentre era in preghiera e mentre il suo intelletto purificato era unito all’Intelligenza prima, vide una luce dall’alto gettare all’improvviso su di lui lo splendore dei cieli, luce pura e infinita che fa brillare ogni cosa e che ha uno splendore simile a quello del giorno. Da essa illuminato, gli sembrava che la casa, insieme alla stanza in cui si trovava, fosse interamente svanita e precipitata, seduta stante, nel nulla e che lui stesso fosse estasiato e dimentico del suo corpo. In questa condizione, come narrava e scriveva ai suoi intimi, era ripieno di grande gioia e inondato da lacrime; si stupiva di fronte alla stranezza di questo evento, poiché non era ancora stato iniziato a simili rivelazioni e diceva: «Signore, abbi pietà di me!», come si rese conto quando tornò in sé, perché in quel momento ignorava che la sua voce parlasse e che le sue parole venissero udite all’esterno. Nella luce ricevette la forza di vedere e dall’alto gli apparve una specie di nuvola luminosissima, senza forma e piena dell’ineffabile luce divina. Accanto ad essa egli scorse in piedi suo padre Simeone lo Studita vestito come era di solito».
A partire da Simeone, la visione della "Luce increata" (φῶς ἄκτιστον) diventa il fulcro della teologia mistica bizantina, caratterizzata da un’esperienza diretta e visionaria, indipendente da scienze profane, speculazioni intellettuali o conoscenza razionale. In questo senso, la teologia di Simeone rappresenta una novità assoluta, forse la prima vera dottrina puramente mistica nella cristianità.
«Il cieco davanti all’Uno è interamente cieco davanti a tutto, ma chi guarda nell’Uno è nella contemplazione del tutto; si astiene dal contemplare tutte le cose e si trova nella contemplazione di tutto ed è al di fuori delle cose contemplate. Costui, essendo nell’Uno, vede tutte le cose, ed essendo in tutte le cose, non vede nulla di tutto. Chi guarda nell’Uno, attraverso l’Uno percepisce se stesso, tutti e tutto, ed essendo nascosto in lui, non vede nessuna di tutte le cose». (Capitoli pratici e teologici, 35 )

## Il dono delle lacrime

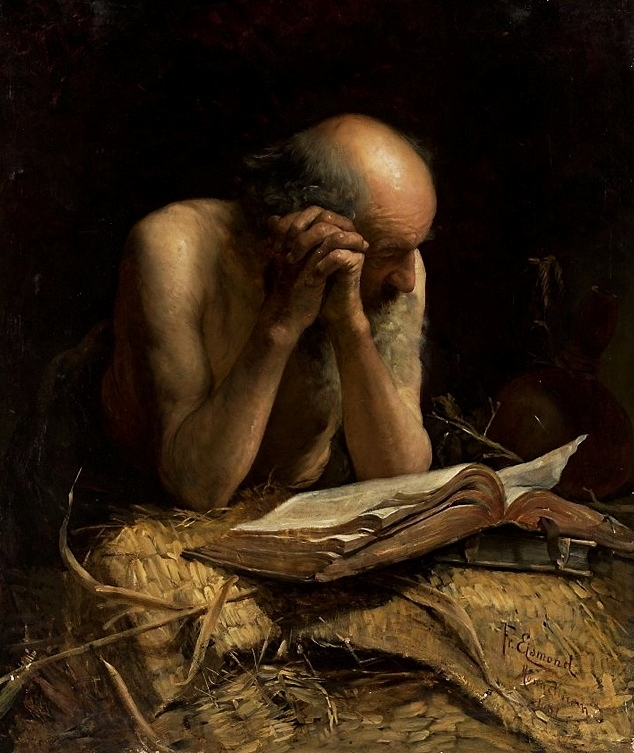
"Ejsmond The Anchorite" dipinto realizzato da Franciszek Ejsmond

La visione spirituale è un dono dello Spirito Santo, ma richiede la purificazione dell’anima attraverso la lotta contro le passioni, il digiuno e soprattutto il "penthos" (πένθος). Le lacrime spirituali, che esprimono pentimento sincero, sono considerate da Simeone un dono divino essenziale per purificare il cuore, sradicare le passioni e permettere la comunione con Dio. Sono quindi centrali nel cammino ascetico e spirituale.
«Prima dell’afflizione spirituale e delle lacrime non c’è conversione né vero pentimento né timore di Dio nei nostri cuori; non abbiamo accusato noi stessi e la nostra anima non ha ancora la percezione del giudizio futuro e dei tormenti eterni. Se avessimo accusato noi stessi e la nostra anima e avessimo acquistati questi sentimenti, e vi fossimo entrati, subito avremmo versato anche le lacrime, senza le quali la durezza del nostro cuore non può ammorbidirsi, né la nostra anima acquistare l’umiltà spirituale e noi non potremo diventare umili. E chi non è divenuto tale non può essere unito allo Spirito Santo; chi non è unito a lui in seguito alla purificazione non può pervenire alla contemplazione e alla conoscenza di Dio né è degno di essere misticamente istruito sulla virtù dell’umiltà». (Filocalia, III, 363-364.)

## Alcune opere tradotte in italiano
- Simeone il Nuovo Teologo, La visione della luce, introduzione, traduzione e note di Renato D'Antiga, Edizioni Messaggero, Padova 1994, ("Classici dello spirito. Teologia"), ISBN 88-250-0131-2 Testi scelti di Simeone il Nuovo Teologo
- Simeone il Nuovo Teologo, Inni e Preghiere. Autobiografia mistica, a cura di Umberto Neri, Città Nuova Editrice, Roma 1996, ("Fonti cristiane per il terzo millennio", 14), ISBN 88-311-1017-9
- Simeone il Nuovo Teologo, Le Catechesi, Città Nuova, Roma, 1995, ISBN 8831110152.
- Simeone il Nuovo Teologo, Catechesi, EDB, Bologna 2024, ISBN 9788855451123.
- Simeone il Nuovo Teologo, Il Vangelo è possibile!. Antologia di testi, Paoline 2017.

## Riferimenti bibliografici

### Volumi monografici, saggi, articoli, sezioni
- Holl K., Enthusiasmus und Bußgewalt beim griechischen Mönchtum. Eine Studie zu Symeon dem Neuen Theologen, Leipzig 1898.
- Laurent V., «Un nouveau monument hagiographique. La Vie de Syméon le Nouveau Théologien», Échos d’Orient, 28, 156 (1929) 431-443.
- Petit L., «La vie et les œuvres de Syméon le Nouveau Théologien», Échos d’Orient 27, 150 (1928) 163-167.
- Hilarion Alfeyev, St Symeon the New Theologian and Orthodox Tradition, 2000, Oxford University Press, ISBN 0-19-827009-7
- (IT) Sabino Chialà e Lisa Cremaschi (a cura di), Simeone il Nuovo Teologo e il monachesimo a Costantinopoli. Atti del X Convegno ecumenico internazionale di spiritualità ortodossa, sezione bizantina, Bose, 15-17 settembre 2002, collana Spiritualità orientale, Qiqajon, Magnano, 2002.
- Biedermann H.M., Simeone il Nuovo Teologo (949-1022), in «Grandi Mistici», Dehoniane, Bologna 1987, pp. 115-131.
- (EN) Krivocheine Basil, Orientalia Christiana Periodica  1954: Vol 20, collana Orientalia Christiana Periodica, 1954,  pp. 298-328. URL consultato il 24 giugno 2025.
- Vsevolod Aleksandrovič Krivošein e Vsevolod Aleksandrovič Krivošein, In the light of Christ: Saint Symeon the new theologian; (949 - 1022); life, spirituality, doctrine, St. Vladimir's Seminary Pr, 1986, ISBN 978-0-913836-91-0.
- Symeon e Alexander Golitzin, On the mystical life: the ethical discourses, St. Vladimir's Seminary Press, 1995, ISBN 978-0-88141-142-3.
- H. J. M. Turner, St. Symeon the New Theologian and spiritual fatherhood, collana Byzantina Neerlandica, E.J. Brill, 1990, ISBN 978-90-04-09166-5.
- (FR) Louis Petit, La vie et les œuvres de Syméon le Nouveau Théologien, in Revue des études byzantines, vol. 27, n. 150, 1928,  pp. 163–167, DOI:10.3406/rebyz.1928.4658. URL consultato il 24 giugno 2025.
- Grumel V., Nicola II Chrysobergès et la chronologie de la vie de Siméon le Nouveau Théologien, in «Revue des études byzantines», XXII (1964), pp. 253-254.
- «Saint Syméon le Nouveau Théologien chantre de la lumière divine». Colloque organisé par l’ITO Saint-Serge et la Faculté de théologie de l’UCO, Paris 24-25 novembre 2022, in: Contacts LXXV/283-284 (3-4/2023) 233-476.
- «Syméon le Jeune, le Théologien», Dictionnaire de théologie catholique, Vol. 14.2, Librairie Letouzey et Ané, Paris 1941, 2949.
- Biedermann H., Das Menschenbild bei Symeon dem Jüngeren, dem Theologen (949-1022), Würzburg 1949.

### Voci Enciclopediche
- «Syméon le Jeune, le Théologien», Dictionnaire de théologie catholique, Vol. 14.2, Librairie Letouzey et Ané, Paris 1941, 2949.
- Gouillard J., «Syméon le Jeune, le Théologien ou le Nouveau Théologien», Dictionnaire de théologie catholique, Vol. 14. 2, Librairie Letouzey et Ané, Paris 1941, 2941-2959.